# Raphael (gruppo musicale)
I Raphael sono stati una band indie visual kei giapponese fondata nel marzo 1997 e sciolta nel 2001 in seguito alla morte del chitarrista Kazuki, ritenuto fra i personaggi più importanti ed influenti del genere.
La parabola artistica dei Raphael è nota per essere una delle più significative della storia del visual kei: nel giro di pochi anni hanno pubblicato cinque album e dieci singoli di grande importanza per il genere, tanto da venire inclusi nella compilation del 2011 CRUSH! -90's V-Rock best hit cover songs- dedicata ai più significativi artisti visual.

## Concept
Molto comune nei gruppi musicali visual kei è la scelta di un concept artistico che viene portato avanti sia a livello musicale sia per quanto riguarda costumi e allestimento scenico. L'idea di base dei Raphael è quella degli angeli: il nome stesso del gruppo viene da quello di Raffaele, uno dei tre arcangeli maggiori. Immagini angeliche o paradisiache figurano spesso sulle copertine dei dischi dei Raphael, e a volte compaiono veri e propri angeli sia fotografati come sulla copertina di White Love Story sia disegnati come nelle cinque copertine per i singoli Sweet Romance, Yume yori suteki na, Hanasaku inochi aru kagiri, eternal wish ~Todokanu kimi he~ e promise disegnate da Yoshitaka Amano, il famoso disegnatore noto per il suo lavoro sulla serie di videogiochi Final Fantasy. Inoltre durante i concerti e nei servizi fotografici i musicisti indossavano spesso tuniche bianche o altri riferimenti agli angeli e anche i testi hanno spesso dei riferimenti religiosi.

## Storia del gruppo
I Raphael si sono formati nel marzo del 1997 e fin dall'inizio i componenti sono il cantante YUKI, il chitarrista Kazuki, il bassista e fondatore YUKITO e il batterista HIRO, al tempo erano tutti liceali sedicenni. Il loro primo concerto si è svolto il 10 dicembre dello stesso anno e già nel 1998 esce il loro primo EP ~LILAC~ accompagnato da un videoclip, ma non riescono ad entrare nella classifica dei dischi più venduti fino al singolo Yume yori suteki na del 1999 che verrà usato nel programma comico Kyaiin · Kanbyō no megumi no heart (キャイーン・寛平の女神のハート?) della TBS; nello stesso giorno viene pubblicato anche Sweet Romance e i due singoli gemelli raggiungono rispettivamente le posizioni 37 e 38 della classifica Oricon giapponese.
Il 1999 è un anno molto intenso per i Raphael. In seguito al successo di Yume yori suteki na riescono a firmare per un'etichetta più importante, la FOR LIFE, e pubblicano altri tre singoli nel giro di pochi mesi. Il carico di lavoro li costringe a dedicare meno tempo agli impegni scolastici e non riescono a diplomarsi al liceo (al tempo i musicisti avevano 18 anni): il mancato diploma è appunto il tema del successivo singolo lost graduation del febbraio 2000. Nonostante ciò, il gruppo continua a lavorare molto e anche nel 2000 escono altri tre singoli ed un EP oltre ai numerosi concerti.
Le attività dei Raphael si fermano il 31 ottobre 2000 quando il chitarrista Kazuki muore all'età di 19 anni per overdose di tranquillanti; in sua memoria, il 19 novembre successivo presso il teatro all'aperto di Hibiya (una zona di Chiyoda a Tokyo) si svolge l'evento Raphael to tenshitachi (Raphaelと天使達? "Raphael e gli angeli") in cui i tre membri rimanenti della band incontrano i fan. Nel 2001 il gruppo pubblica due album commemorativi della loro ricca seppur breve attività e sciolgono ufficialmente i Raphael.
Il 6 aprile 2012, dopo un decennio di silenzio, viene aperto un sito ufficiale che annuncia il revival della band: in occasione del 12º anniversario della morte di Kazuki, si terranno due concerti intitolati Tenshi no hinoki butai (天使の檜舞台? "Il palco in cipresso degli angeli") presso lo Zepp di Tokyo, il primo il 31 ottobre intitolato Dai ichi yo ~Shirochū yume~ (第一夜〜白中夢〜? "Prima notte ~In un sogno bianco~") e il secondo il 1 novembre intitolato Dai ni yo ~Kurochū yume~ (第二夜〜黒中夢〜? "Seconda notte ~In un sogno nero~").

## Progetti post-Raphael
La morte di Kazuki interrompe bruscamente ed inevitabilmente la carriera dei Raphael, ed i tre componenti restanti decidono di sciogliere la band. I musicisti in ogni caso decidono di non rinunciare alla carriera musicale.
Già nel 2001 YUKI ed HIRO, rinunciando ai loro nomi di scena per adottare quelli veri, decidono di fondare una nuova band, i rice; il sound e lo stile è molto simile a quello dei Raphael, ma ancora più malinconico e romantico, e molti brani sono accompagnati dal violoncello. Contemporaneamente, a partire dal 2003, Yuki Sakurai porta avanti con il bassista Kikasa (ex dei Dué le quartz e 【FIGURe;】) una session band chiamata Unzu: tengono concerti con frequenza irregolare con ospiti a sorpresa e pubblicano pochi singoli, generalmente durante i live stessi.
Nel 2003 il bassista YUKITO passa al nuovo nome di yukito (tutto minuscolo) e fonda i BLACK LOVE, che finora hanno realizzato però solo due singoli ed un album.
- YUKI: cantante nei rice e negli Unzu come Yuki Sakurai.
- YUKITO: cantante e bassista nei BLACK LOVE come yukito.
- HIRO: batterista nei rice come Kazuhiro Murata.

## Formazione
- YUKI (YUKI?), vero nome Yūki Sakurai (桜井 有紀?), 11/07/1981 - voce
- Kazuki (華月?), vero nome Kazuki Watanabe (渡辺 和樹?), 07/04/1981~31/10/2000 - chitarra
- YUKITO (YUKITO?), vero nome Yukito Honda (本田 之人?) - basso
- HIRO (HIRO?), vero nome Kazuhiro Murata (村田 一弘?), 17/11/1981 - batteria

## Discografia
Eventuali note sono indicate dopo il punto e virgola ";".

### Album

#### Album originali
- 1/12/1999 - mind soap

#### Mini-album
- 07/04/1998 - ~LILAC~
  - 27/06/1998 - ~LILAC~; seconda edizione
- 23/03/2000 - Sotsugyō

### Raccolte
- 21/02/2001 - Fumetsuka; best album
- 01/08/2001 - Raphael Singles; single collection

### Singoli
Dopo il titolo è indicata fra parentesi "()" la grafia originale del titolo.
- 01/11/1998 - White Love Story (White Love Story?)
- 20/02/1999 - 「Sick」~XXX Kanja no carte~ (「Sick」～XXX患者のカルテ～?, 「Sick」~XXX Kanja No karute~); maxi singolo
- 29/04/1999 - Sweet Romance (Sweet Romance?)
- 29/04/1999 - Yume yori sutekina (夢より素敵な?)
- 23/07/1999 - Hanasaku inochi aru kagiri (花咲く命ある限り?)
- 01/10/1999 - eternal wish ~Todokanu kimi he~ (eternal wish～届かぬ君へ～?)
- 20/11/1999 - promise (promise?)
- 02/02/2000 - lost graduation (lost graduation?)
- 23/08/2000 - Evergreen (Evergreen?)
- 01/11/2000 - Akikaze no rhapsody (秋風の狂詩曲?, Akikaze no rapusodī)[10]

## Curiosità
- Lo strumento preferito di Yuki Sakurai è il violoncello: anche se non sa suonarlo, è lui che l'ha introdotto negli arrangiamenti dei Raphael, ed ora ne fa largo uso nel gruppo dei rice.
- Nel best Fumetsuka i Raphael hanno inserito una reinterpretazione di Touch, opening dell'omonimo anime tratto dal pure omonimo manga di Mitsuru Adachi conosciuto in Italia come Prendi il mondo e vai.